# Olympische Sommerspiele 1956/Teilnehmer (Ungarn)
| Gelbes Symbol für Goldmedaillen mit stilisierten Olympischen Ringen | Graues Symbol für Silbermedaillen mit stilisierten Olympischen Ringen | Braundes Symbol für Bronzemedaillen mit stilisierten Olympischen Ringen |
| ------------------------------------------------------------------- | --------------------------------------------------------------------- | ----------------------------------------------------------------------- |
| 9                                                                   | 10                                                                    | 7                                                                       |

Ungarn nahm an den Olympischen Sommerspielen 1956 in Melbourne mit einer Delegation von 108 Athleten (88 Männer und 20 Frauen) an 80 Wettkämpfen in zwölf Sportarten teil.
Die ungarischen Sportler gewannen neun Gold-, zehn Silber- und sieben Bronzemedaillen. Im Medaillenspiegel belegte Ungarn damit den sechsten Platz. Olympiasieger wurden der Boxer László Papp im Halbschwergewicht, Rudolf Kárpáti im Säbelfechten, die Kanuten László Fábián und János Urányi im Zweier-Kajak über 10.000 Meter, die Turnerin Ágnes Keleti am Boden, am Stufenbarren und am Schwebebalken, die Wasserballmannschaft der Männer, die Säbelmannschaft der Männer und die Gruppengymnastik-Mannschaft der Frauen. Fahnenträger bei der Eröffnungsfeier war der Hammerwerfer József Csermák.

## Teilnehmer nach Sportarten

### Boxen
- András Dőri
Weltergewicht: 5. Platz

- László Papp
Halbschwergewicht: Gold

### Fechten
Männer
- Endre Tilli
Florett Mannschaft: Bronze

- Lajos Somodi
Florett: in der 1. Runde ausgeschieden
Florett Mannschaft: Bronze

- József Gyuricza
Florett: 5. Platz
Florett Mannschaft: Bronze

- Mihály Fülöp
Florett: in der 1. Runde ausgeschieden
Florett Mannschaft: Bronze

- Béla Rerrich
Degen: im Viertelfinale ausgeschieden
Degen Mannschaft: Silber

- Ambrus Nagy
Degen Mannschaft: Silber

- Barnabás Berzsenyi
Degen Mannschaft: Silber

- Lajos Balthazár
Degen: 4. Platz
Degen Mannschaft: Silber

- Dániel Magay
Säbel Mannschaft: Gold

- Pál Kovács
Säbel: 6. Platz
Säbel Mannschaft: Gold

- Attila Keresztes
Säbel Mannschaft: Gold

- Jenő Hámori
Säbel Mannschaft: Gold

- Aladár Gerevich
Säbel: 5. Platz
Säbel Mannschaft: Gold

- József Sákovics
Degen: im Halbfinale ausgeschieden
Florett Mannschaft: Bronze 
Degen Mannschaft: Silber

- József Marosi
Florett Mannschaft: Bronze 
Degen Mannschaft: Silber

- Rudolf Kárpáti
Säbel: Gold 
Säbel Mannschaft: Gold

Frauen
- Lídia Dömölky-Sákovics
Florett: in der 2. Runde ausgeschieden

- Magda Nyári-Kovács
Florett: in der 1. Runde ausgeschieden

### Kanu
Männer
- Lajos Kiss
Einer-Kajak 1000 m: Bronze

- Ferenc Hatlaczky
Einer-Kajak 10.000 m: Silber

- Imre Vágyóczky
Zweier-Kajak 1000 m: im Vorlauf ausgeschieden

- Zoltán Szigeti
Zweier-Kajak 1000 m: im Vorlauf ausgeschieden

- János Urányi
Zweier-Kajak 10.000 m: Gold

- László Fábián
Zweier-Kajak 10.000 m: Gold

- István Hernek
Einer-Canadier 1000 m: Silber

- János Parti
Einer-Canadier 10.000 m: Silber

- Károly Wieland
Zweier-Canadier 1000 m: Bronze

- Ferenc Mohácsi
Zweier-Canadier 1000 m: Bronze

- Imre Farkas
Zweier-Canadier 10.000 m: Bronze

- József Hunics
Zweier-Canadier 10.000 m: Bronze

Frauen
- Cecília Hartmann-Berkes
Einer-Kajak 500 m: 4. Platz

### Leichtathletik
Männer
- Béla Goldoványi
100 m: im Viertelfinale ausgeschieden
200 m: im Viertelfinale ausgeschieden
4-mal-100-Meter-Staffel: im Halbfinale ausgeschieden

- Géza Varasdi
100 m: im Vorlauf ausgeschieden
4-mal-100-Meter-Staffel: im Halbfinale ausgeschieden

- Sándor Jakabfy
200 m: im Vorlauf ausgeschieden
4-mal-100-Meter-Staffel: im Halbfinale ausgeschieden

- György Csányi
4-mal-100-Meter-Staffel: im Halbfinale ausgeschieden

- Lajos Szentgáli
800 m: im Halbfinale ausgeschieden

- László Tábori
1500 m: 4. Platz
5000 m: 6. Platz

- István Rózsavölgyi
1500 m: im Vorlauf ausgeschieden

- Miklós Szabó
5000 m: 4. Platz

- József Kovács
10.000 m: Silber

- Sándor Rozsnyói
3000 m Hindernis: Silber

- László Jeszenszky
3000 m Hindernis: im Vorlauf ausgeschieden

- Antal Róka
50 km Gehen: 5. Platz

- János Somogyi
50 km Gehen: Rennen nicht beenden

- Ödön Földessy
Weitsprung: in der Qualifikation ausgeschieden

- Ferenc Klics
Diskuswurf: 7. Platz

- József Csermák
Hammerwurf: 5. Platz

- Sándor Krasznai
Speerwurf: 13. Platz

Frauen
- Olga Gyarmati
Weitsprung: 11. Platz

- Erzsébet Vígh
Speerwurf: 7. Platz

### Moderner Fünfkampf
- Gábor Benedek
Einzel: 6. Platz
Mannschaft: 4. Platz

- János Bódy
Einzel: 10. Platz
Mannschaft: 4. Platz

- Antal Moldrich
Einzel: 21. Platz
Mannschaft: 4. Platz

### Ringen
- István Baranya
Fliegengewicht, griechisch-römisch: 5. Platz

- Imre Hódos
Bantamgewicht, griechisch-römisch: 4. Platz

- Imre Polyák
Federgewicht, griechisch-römisch: Silber

- Gyula Tóth
Leichtgewicht, griechisch-römisch: Bronze 
Leichtgewicht, Freistil: 4. Platz

- Miklós Szilvási
Weltergewicht, griechisch-römisch: in der 3. Runde ausgeschieden

- György Gurics
Mittelgewicht, griechisch-römisch: 5. Platz

- Gyula Kovács
Halbschwergewicht, griechisch-römisch: in der 2. Runde ausgeschieden

- Bálint Galántai
Federgewicht, Freistil: 5. Platz

### Rudern
- Csaba Kovács
Vierer ohne Steuermann: im Vorlauf ausgeschieden

- Rezső Riheczky
Vierer ohne Steuermann: im Vorlauf ausgeschieden

- Zoltán Kávay
Vierer ohne Steuermann: im Vorlauf ausgeschieden

- Géza Ütő
Vierer ohne Steuermann: im Vorlauf ausgeschieden

### Schießen
- Szilárd Kun
Schnellfeuerpistole 25 m: 6. Platz

- Károly Takács
Schnellfeuerpistole 25 m: 8. Platz

- Sándor Krebs
Freies Gewehr Dreistellungskampf 300 m: 9. Platz
Kleinkalibergewehr Dreistellungskampf 50 m: 10. Platz
Kleinkalibergewehr liegend 50 m: 6. Platz

- Miklós Kovács
Laufender Hirsch 100 m: 4. Platz

- Miklós Kocsis
Laufender Hirsch 100 m: 5. Platz

### Schwimmen
Männer
- Gyula Dobay
100 m Freistil: im Halbfinale ausgeschieden
4-mal-200-Meter-Freistil-Staffel: im Vorlauf ausgeschieden

- Jenő Áts
400 m Freistil: im Vorlauf ausgeschieden
200 m Schmetterling: im Vorlauf ausgeschieden
4-mal-200-Meter-Freistil-Staffel: im Vorlauf ausgeschieden

- Sándor Záborszky
1500 m Freistil: im Vorlauf ausgeschieden
4-mal-200-Meter-Freistil-Staffel: im Vorlauf ausgeschieden

- György Csordás
1500 m Freistil: im Vorlauf ausgeschieden
4-mal-200-Meter-Freistil-Staffel: im Vorlauf ausgeschieden

- László Magyar
100 m Rücken: im Halbfinale ausgeschieden

- István Szívós senior
200 m Brust: im Vorlauf ausgeschieden

- György Tumpek
200 m Schmetterling: Bronze

Frauen
- Valéria Gyenge
100 m Freistil: im Halbfinale ausgeschieden
400 m Freistil: 8. Platz
4-mal-100-Meter-Freistil-Staffel: 7. Platz

- Zsuzsa Ördög
100 m Freistil: im Halbfinale ausgeschieden

- Katalin Szőke
100 m Freistil: im Vorlauf ausgeschieden
4-mal-100-Meter-Freistil-Staffel: 7. Platz

- Ripszima Székely
400 m Freistil: 5. Platz

- Mária Littomeritzky
100 m Schmetterling: 4. Platz
4-mal-100-Meter-Freistil-Staffel: 7. Platz

- Judit Temes
100 m Rücken: im Vorlauf ausgeschieden
4-mal-100-Meter-Freistil-Staffel: 7. Platz

- Éva Pajor
100 m Rücken: im Vorlauf ausgeschieden

- Éva Székely
200 m Brust: Silber

- Klára Killermann-Bartos
200 m Brust: 5. Platz

### Turnen
Männer
- Attila Takács
Einzelmehrkampf: 24. Platz
Boden: 23. Platz
Pferdsprung: 11. Platz
Barren: 21. Platz
Reck: 44. Platz
Ringe: 23. Platz
Seitpferd: 22. Platz

- János Héder
Einzelmehrkampf: 44. Platz
Boden: 49. Platz
Pferdsprung: 39. Platz
Barren: 33. Platz
Reck: 51. Platz
Ringe: 28. Platz
Seitpferd: 38. Platz

Frauen
- Ágnes Keleti
Einzelmehrkampf: Silber 
Boden: Gold 
Pferdsprung: 23. Platz
Stufenbarren: Gold 
Schwebebalken: Gold 
Gruppengymnastik: Gold 
Mannschaftsmehrkampf: Silber

- Olga Tass
Einzelmehrkampf: 4. Platz
Boden: 7. Platz
Pferdsprung: Bronze 
Stufenbarren: 6. Platz
Schwebebalken: 7. Platz
Gruppengymnastik: Gold 
Mannschaftsmehrkampf: Silber

- Margit Korondi
Einzelmehrkampf: 12. Platz
Boden: 25. Platz
Pferdsprung: 16. Platz
Stufenbarren: 12. Platz
Schwebebalken: 7. Platz
Gruppengymnastik: Gold 
Mannschaftsmehrkampf: Silber

- Andrea Molnár
Einzelmehrkampf: 14. Platz
Boden: 30. Platz
Pferdsprung: 13. Platz
Stufenbarren: 13. Platz
Schwebebalken: 16. Platz
Gruppengymnastik: Gold 
Mannschaftsmehrkampf: Silber

- Erzsébet Gulyás-Köteles
Einzelmehrkampf: 18. Platz
Boden: 33. Platz
Pferdsprung: 40. Platz
Stufenbarren: 24. Platz
Schwebebalken: 19. Platz
Gruppengymnastik: Gold 
Mannschaftsmehrkampf: Silber

- Alíz Kertész
Einzelmehrkampf: 61. Platz
Boden: 34. Platz
Pferdsprung: 64. Platz
Stufenbarren: 6. Platz
Schwebebalken: 23. Platz
Gruppengymnastik: Gold 
Mannschaftsmehrkampf: Silber

### Wasserball
- Gold 
Antal Bolvári
Ottó Boros
Dezső Gyarmati
István Hevesi
László Jeney
Tivadar Kanizsa
György Kárpáti
Kálmán Markovits
Mihály Mayer
István Szívós senior
Ervin Zádor

### Wasserspringen
Männer
- József Gerlach
3 m Kunstspringen: 8. Platz
10 m Turmspringen: 4. Platz

- Ferenc Siák
3 m Kunstspringen: 13. Platz
10 m Turmspringen: 7. Platz